# Qatar Masters 2010
De Qatar Masters 2010 - officieel het Commercialbank Qatar Masters presented by Dolphin Energy 2010 - was een golftoernooi, dat liep van 28 tot en met 31 januari 2010 en werd gespeeld op de Doha Golf Club in Doha. Het toernooi maakte deel uit van de Europese PGA Tour 2010. Het totale prijzengeld bedroeg € 2.500.000.
Titelverdediger was Alvaro Quiros die in 2009 het toernooi won met 19 slagen onder par.

## Het toernooi

#### Ronde 1
Rolf Muntz wordt voor dit toernooi als voormalig winnaar automatisch uitgenodigd. Robert-Jan Derksen en Maarten Lafeber spelen in 2010 in categorie 8 en doen ook mee. Muntz speelt de eerste twee dagen met Mikael Lundberg en Anthony Kang, Derksen met Jamie Donaldson en Richard Bland, Lafeber met Mark Foster en Mark Brown. De eerste partij start om 06:40 uur.

11:00 uur: Derksen is al binnen en heeft -1 gemaakt, Lafeber staat na de eerste ronde op +6. Muntz heeft pas 5 holes gespeeld en staat al op +2 en daarmee op de gedeeld 68ste plaats. Er staat erg veel wind, en die wordt vanmiddag nog harder. De leider is Robert Karlsson, die -4 op zijn kaart heeft staan. Hij had het geluk al om half acht te starten.
14:00 uur: Oliver Wilson heeft Karlsson ingehaald en staat op -5 met nog vijf holes te gaan. Muntz en Lafeber hebben +6, Muntz moet nog een paar holes spelen. Derksen staat nu gedeeld 12de, maar dat kan nog iets veranderen als de anderen binnenkomen.

16:00 uur: alle spelers zijn binnen. Wilson heeft op -5 gezelschap gekregen van Bradley Dredge. Muntz is op +6 gebleven maar hij en Lafeber zijn door een heel stel spelers ingehaald. Ze staan nu op nummer 106.

#### Ronde 2
13:30 uur: Lafeber heeft zich mooi hersteld met een ronde van -4 en staat met 78-68 op +2 en haalt net de cut.
Muntz heeft 78-76 en speelt het weekend niet. Derksen loopt nog in de baan, hij heeft net een bogey gemaakt en staat nu level par, hij moet nog vijf holes spelen. Brett Rumford heeft een ronde van -6 gemaakt, de beste ronde van het toernooi, en staat aan de leiding.

15:00 uur: Derksen heeft de laatste holes in par gespeeld en is dus op een totaalscore van 71-73 op level par geëindigd. Er doen dit weekend dus twee Nederlandse spelers mee.

#### Ronde 3
09:00 uur: Derksen speelt vandaag met Chris Wood, winnaar van de Sir Henry Cotton Rookie of the Year Award van 2009. Zij hebben pas twee holes gespeeld. Lafeber speelt met Anders Hansen, zij zijn al binnen met +1 en +4.

12:00 uur: Vanochtend heeft Retief Goosen ook een ronde van 66 gemaakt, wat hem voorlopig naar de 6de plaats brengt. Derksen maakt +2 en staat nu op de 43ste plaats.

#### Ronde 4
10:00 uur: Paul Casey en Bradley Dredge staan met -10 aan de leiding en starten in de laatste partij om kwart over tien Nederlandse tijd. De Nederlanders zijn al binnen, Lafeber met -2 en Derksen met +1.

14:30 uur: Robert Karlsson eindigt met een ronde van 65, de laagste ronde van het toernooi, en wint.

leaderboard

## Eindstand
|     | Naam               | Score                 |
| --- | ------------------ | --------------------- |
| 1   | Robert Karlsson    | 68-70-70-65=273 (-15) |
| 2   | Alvaro Quiros      | 71-70-68-67=276 (-12) |
| 3   | Lee Westwood       | 68-69-70-70=277 (-11) |
| 3   | Brett Rumford      | 69-66-73-69=277 (-11) |
| 5   | Oliver Wilson      | 67-70-72-71=280 (-8)  |
| 5   | Bradley Dredge     | 67-69-70-74=280 (-8)  |
| 5   | Paul Casey         | 71-69-66-74=280 (-8)  |
| 8   | Thomas Bjørn       | 73-70-70-68=271 (-7)  |
| 9   | Peter Lawrie       | 72-68-73-69=288 (-6)  |
| 9   | Retief Goosen      | 73-71-66-72=288 (-6)  |
| 9   | Ricardo González   | 72-72-71-67=288 (-6)  |
| 9   | Niclas Fasth       | 70-68-73-71=288 (-6)  |
| 9   | Camilo Villegas    | 70-72-70-70=288 (-6)  |
| 42  | Maarten Lafeber    | 78-68-73-70=289 (+1)  |
| 49  | Robert-Jan Derksen | 71-72-75-73=291 (+3)  |
| 118 | Rolf Muntz         | 78-76 (+10), MC       |

De spelers die in de top-10 eindigen mogen volgende week meespelen.

Volledige uitslag

## De Spelers
De volgende spelers hebben zich ingeschreven en zijn geplaatst:
| - Felipe Aguilar - Thomas Aiken - Seve Benson - John Bickerton - Thomas Bjørn - Richard Bland - Grégory Bourdy - Markus Brier - Paul Broadhurst - Mark Brown - Rafael Cabrera Bello - Michael Campbell - Ariel Cañete - Paul Casey - François Delamontagne - Christian Cévaër - Shiv Chowrasia - Andrew Coltart (1998) - Robert-Jan Derksen - David Dixon - Stephen Dodd - Jamie Donaldson - Nick Dougherty - Bradley Dredge - David Drysdale - Simon Dyson - Rafa Echenique - Johan Edfors - Martin Erlandsson - Niclas Fasth - Gonzalo Fz-Castaño - Kenneth Ferrie - Darren Fichardt (2003) | - Richard Finch - Ross Fisher - Alastair Forsyth - Mark Foster - Marcus Fraser - Sergio Garcia - Ignacio Garrido - Ricardo González - Retief Goosen (2007) - Tano Goya - Richard Green - Joakim Haeggman (2004) - Todd Hamilton - Anders Hansen - Søren Hansen - Peter Hanson - Grégory Havret - Peter Hedblom - Oskar Henningsson - Michael Hoey - David Horsey - David Howell - Jeppe Huldahl - Mikko Ilonen - Raphaël Jacquelin - Thongchai Jaidee - Miguel Angel Jiménez - Michael Jonzon - Anthony Kang - Shiv Kapur - Robert Karlsson - Martin Kaymer - James Kingston | - Søren Kjeldsen - Maarten Lafeber - José Manuel Lara - Pablo Larrazábal - Paul Lawrie (1999) - Peter Lawrie - Thomas Levet - Wen-chong Liang - Sam Little - Gary Lockerbie - Shane Lowry - Jean-François Lucquin - Mikael Lundberg - David Lynn - José Manuel Lara - Danny Lee - Prayad Marksaeng - Pablo Martín - Gareth Maybin - Graeme McDowell - Paul McGinley - Ross McGowan - Damien McGrane - Shaun Micheel - Jeev Milkha Singh - Edoardo Molinari - Francesco Molinari - Colin Montgomerie - Rolf Muntz (2000) - Christian Nilsson - Alexander Norén - Louis Oosthuizen - Gary Orr - Hennie Otto | - Kenny Perry - Ian Poulter - Alvaro Quiros (2009) - Richie Ramsay - Jyoti Randhawa - Robert Rock - Brett Rumford - Charl Schwartzel - Marcel Siem - Henrik Stenson (2006) - Richard Sterne - Graeme Storm - Scott Strange - Daniel Vancsik - Camilo Villegas - Anthony Wall - Paul Waring - Marc Warren - Steve Webster - Lee Westwood - Danny Willett - Oliver Wilson - Chris Wood - Fabrizio Zanotti Sponsor uitnodiging - Gary Boyd - Eric Campton - Rhys Davies - Sam Hutsby - Stephen Gallacher - Simon Khan Amateurs - Max Williams |